# 氟磺酸甲酯
氟磺酸甲酯，谑称为魔幻甲基（Methyl magic），化学式为F-SO2-OCH3，是很强的甲基化试剂，比碘甲烷、硫酸二甲酯要强约104倍。
氟磺酸甲酯可由等物质的量的氟磺酸与硫酸二甲酯反应蒸馏制得。它与三氟甲磺酸甲酯都具有非常高的毒性（LD50(鼠) ~ 5 ppm），会对呼吸系统造成刺激，引起肺水肿。原理可能是对细胞膜中脂类的烷基化作用。